# Hamigera hamigera
Espèce
Hamigera hamigera est une espèce d'éponge de la famille des Hymedesmiidés.